# Cellule souche embryonnaire
Pour les articles homonymes, voir Cellule souche (homonymie) et CSE.

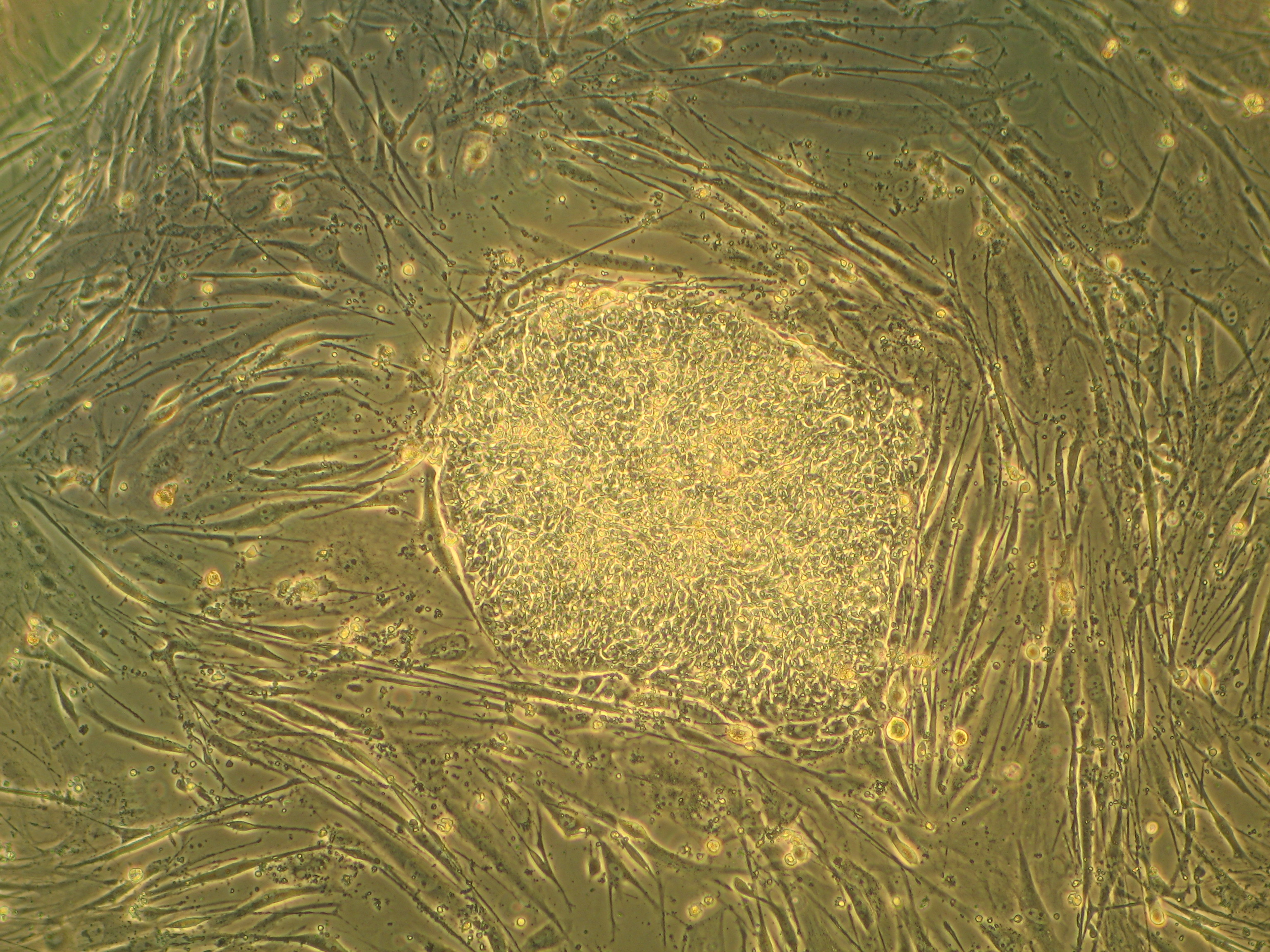
Cellules souches embryonnaires humaines en culture.

Une cellule souche embryonnaire (CSE) est une cellule souche pluripotente issue de la masse cellulaire interne ou de l'épiblaste d’un embryon préimplantatoire au stade de blastocyste,. Un embryon humain atteint le stade de blastocyste 4 à 5 jours après la fécondation et consiste en un amas de 50 à 150 cellules (masse cellulaire interne et trophectoderme). L'isolation de la masse cellulaire interne requiert de détruire le blastocyste.
Les cellules souches embryonnaires sont une source quasi parfaite pour les greffes et l'ingénierie tissulaire. La capacité d'une cellule souche à générer l'ensemble des cellules du corps en fait un outil clé pour la recherche sur les maladies humaines, notamment génétiques, ou pour tester in vitro la toxicologie de médicaments.
Cependant, l'isolation de cellules souches embryonnaires pose un questionnement éthique qui nécessite notamment d'établir si un embryon au stade préimplantatoire possède les mêmes droits légaux et moraux qu'un être humain plus développé,. À l'inverse, ne pas utiliser ces cellules capables de sauver des vies est-il juste, alors que les embryons préimplantatoires surnuméraires ne seront pas utilisés et donc détruits ? Il n'existe pas de consensus et la législation sur l'obtention et l'utilisation en recherche de ces cellules souches embryonnaires varie selon les pays. 
Une des alternatives aux cellules souches embryonnaires est d'utiliser des cellules souches pluripotentes induites qui sont générées à partir de cellules différenciées (par exemple, des cellules de peau) et ne présentent donc pas ce même dilemme éthique.

## Propriété
Les cellules souches embryonnaires, dérivées du blastocyste des embryons de mammifères, se distinguent par leur capacité à se différencier en n'importe quel type de cellule embryonnaire et par leur capacité à s'auto-renouveler. Ce sont ces caractéristiques qui les rendent précieuses dans les domaines scientifique et médical. Les cellules souches embryonnaires ont un caryotype normal, maintiennent une activité télomérase élevée et présentent un potentiel de prolifération remarquable à long terme.

### Pluripotence
Les cellules souches embryonnaires de l'épiblaste sont pluripotentes, ce qui signifie qu'elles sont capables de se différencier pour générer un ectoderme primitif, qui se différencie finalement pendant la gastrulation en tous les dérivés des trois couches germinales primaires : l'ectoderme, l'endoderme et le mésoderme. Ces couches germinales génèrent chacun des plus de 220 types de cellules du corps humain adulte. Lorsqu’elles reçoivent les signaux appropriés, les cellules souches embryonnaires forment initialement des cellules précurseurs qui se différencient ensuite en types de cellules souhaités. La pluripotence distingue les cellules souches embryonnaires des cellules souches adultes, qui sont multipotentes et ne peuvent produire qu'un nombre limité de types cellulaires.

### Auto-renouvellement et réparation de la structure
Dans des conditions définies, les cellules souches embryonnaires sont capables de s’auto-renouveler indéfiniment dans un état indifférencié. Les conditions d'auto-renouvellement doivent empêcher les cellules de s'agglutiner et maintenir un environnement qui favorise un état non différencié. Cela se fait généralement en laboratoire avec des milieux contenant du sérum et du facteur inhibiteur de leucémie (LIF) ou des suppléments de milieux sans sérum avec deux médicaments inhibiteurs (« 2i »), l'inhibiteur de MEK et l'inhibiteur de GSK-3.

### Prolifération

Cycle cellulaire d'une cellule eucaryote

Les cellules souches embryonnaires se divisent très fréquemment en raison d'une phase G1 raccourcie dans leur cycle cellulaire. La division cellulaire rapide permet aux cellules de croître rapidement en nombre, mais pas en taille, ce qui est important pour le développement précoce de l'embryon. Dans les cellules souches embryonnaires, les protéines cycline A et cycline E impliquées dans la transition G1/S sont toujours exprimées à des niveaux élevés. Les kinases dépendantes des cyclines telles que CDK2 qui favorisent la progression du cycle cellulaire sont hyperactives, en partie à cause de la régulation négative de leurs inhibiteurs. Les protéines du rétinoblastome qui inhibent le facteur de transcription E2F jusqu'à ce que la cellule soit prête à entrer en phase S sont hyperphosphorylées et inactivées dans les cellules souches embryonnaires, conduisant à une expression continue des gènes de prolifération. Ces changements entraînent des cycles accélérés de division cellulaire. Bien que des niveaux d'expression élevés de protéines pro-prolifératives et une phase G1 raccourcie aient été associés au maintien de la pluripotence,, les cellules souches embryonnaires cultivées dans des conditions avec 2 inhibiteurs (2i) sans sérum expriment des protéines actives hypophosphorylées du rétinoblastome et ont une phase G1 allongée. Malgré cette différence dans le cycle cellulaire par rapport aux cellules souches embryonnaires cultivées dans des milieux contenant du sérum, ces cellules ont des caractéristiques pluripotentes similaires. Les facteurs de pluripotence Oct4 et Nanog jouent un rôle dans la régulation transcriptionnelle du cycle des cellules souches embryonnaires,.

### Usages
En raison de leur plasticité et de leur capacité potentiellement illimitée d’auto-renouvellement, les thérapies à base de cellules souches embryonnaires ont été proposées pour la médecine régénérative et le remplacement des tissus après une blessure ou une maladie. Les cellules souches pluripotentes se sont révélées prometteuses dans le traitement d'un certain nombre de maladies variées, notamment : les lésions de la moelle épinière, la dégénérescence maculaire liée à l'âge, le diabète, les troubles neurodégénératifs (comme la maladie de Parkinson), le SIDA, etc. En plus de leur potentiel en médecine régénérative, les cellules souches embryonnaires constituent une source alternative possible de tissus/organes qui constitue une solution possible au dilemme de la pénurie de donneurs. Il existe cependant quelques controverses éthiques à ce sujet. Outre ces utilisations, les CES peuvent également être utilisés pour la recherche sur le développement humain précoce, certaines maladies génétiques et les tests toxicologiques in vitro.

## Techniques et conditions de dérivation et de culture

### Dérivation à partir de l'Homme

Embryon humain à 5 jours

La fécondation in vitro génère plusieurs embryons. Le surplus d'embryons n'est pas utilisé cliniquement ou est impropre à l'implantation chez le patient et peut donc être donné par le donneur avec son consentement. Les cellules souches embryonnaires humaines peuvent être dérivées de ces embryons donnés ou, en outre, elles peuvent également être extraites d'embryons clonés créés à l'aide d'une cellule provenant d'un patient et d'un ovule donné par le biais du processus de transfert nucléaire de cellules somatiques. La masse cellulaire interne , issue du stade blastocyste de l'embryon, est séparée du trophectoderme, les cellules qui se différencieraient en tissu extra-embryonnaire. L'immunochirurgie, processus dans lequel les anticorps sont liés au trophectoderme et éliminés par une autre solution, et une dissection mécanique sont effectuées pour réaliser la séparation. Les cellules de la masse cellulaire interne résultantes sont plaquées sur des cellules qui fourniront un support. Les cellules de la masse cellulaire interne s'attachent et se développent pour former une lignée cellulaire embryonnaire humaine, indifférenciée. Ces cellules sont nourries quotidiennement et sont séparées enzymatiquement ou mécaniquement tous les quatre à sept jours. Pour que la différenciation se produise, la lignée de cellules souches embryonnaires humaines est retirée des cellules de soutien pour former des corps embryoïdes, est co-cultivée avec un sérum contenant les signaux nécessaires.

### Dérivation à partir d'autres animaux
Les cellules souches embryonnaires sont dérivées de la masse cellulaire interne ou de l'épiblaste de l'embryon, qui sont récoltées sur l'animal. Martin Evans et Matthew Kaufman ont rapporté une technique qui retarde l'implantation de l'embryon, permettant ainsi à la masse cellulaire interne d'augmenter. Ce processus comprend le retrait des ovaires de la mère et l'administration de progestérone, modifiant ainsi l'environnement hormonal, ce qui permet aux embryons de rester libres dans l'utérus. Après 4 à 6 jours de culture intra-utérine, les embryons sont récoltés et cultivés in vitro jusqu'à ce que la masse cellulaire interne forme des « structures en forme de cylindre d'œuf », qui sont dissociées en cellules uniques et étalées sur des fibroblastes traités avec de la Mitomycine C. (pour prévenir la mitose des fibroblastes). Les lignées cellulaires clonales sont créées en faisant croître une seule cellule. Evans et Kaufman ont montré que les cellules issues de ces cultures pouvaient former des tératomes et des corps embryoïdes, et se différencier in vitro, ce qui indique que les cellules sont pluripotentes.
Gail Martin a dérivé et cultivé ses cellules souches embryonnaires différemment. Elle a retiré les embryons de la mère environ 76 heures après la copulation et les a cultivés pendant la nuit dans un milieu contenant du sérum. Le lendemain, elle a retiré la masse cellulaire interne du blastocyste tardif par microchirurgie. La masse cellulaire interne extraite a été cultivée sur des fibroblastes traités à la mitomycine-c dans un milieu contenant du sérum et conditionnés par des cellules souches embryonnaires. Après environ une semaine, des colonies de cellules se sont développées. Ces cellules se sont développées en culture et ont démontré des caractéristiques pluripotentes, comme le démontre la capacité à former des tératomes, à se différencier in vitro et à former des corps embryoïdes.
On sait maintenant que les cellules nourricières fournissent le facteur inhibiteur de la leucémie (LIF) et que le sérum fournit des protéines morphogénétiques osseuses (BMP) nécessaires pour empêcher les cellules souches embryonnaires de se différencier,. Ces facteurs sont extrêmement importants pour l’efficacité de la dérivation des cellules souches embryonnaires. En outre, il a été démontré que différentes souches de souris ont des efficacités différentes pour isoler les cellules souches embryonnaires. Les utilisations actuelles des cellules souches embryonnaires de souris incluent la génération de souris transgénique, y compris les souris knock-out. Pour le traitement humain, il existe un besoin de cellules pluripotentes spécifiques au patient. La génération de cellules souches embryonnaires humaines est plus difficile et se heurte à des problèmes éthiques. Ainsi, en plus de la recherche sur les cellules souches embryonnaires humaines, de nombreux groupes se concentrent sur la génération de cellules souches pluripotentes induites.
Pour d'autres espèces d'animaux d'élevage de la famille des ongulés (vache, cochon ...), les milieux de culture murins et humains ne sont pas aussi efficients que chez ces deux espèces pour la culture de cellule souche pluripotente embryonnaire. Cela peut s'expliquer par une implantation beaucoup plus tardive de l'embryon (5 jours pour la souris et 8 jours pour l'homme contre 16 jours chez le cochon et 20 jours pour les bovins).

### Méthodes potentielles pour la dérivation de nouvelles lignées cellulaires
Le 23 août 2006, l'édition en ligne de la revue scientifique Nature a publié une lettre du Dr Robert Lanza déclarant que son équipe avait trouvé un moyen d'extraire des cellules souches embryonnaires sans détruire l'embryon.
Des cellules souches embryonnaires humaines ont également été dérivées par transfert nucléaire de cellules somatiques,. Cette approche a également parfois été appelée « clonage thérapeutique » car le transfert nucléaire de cellules somatiques présente des similitudes avec d'autres types de clonage dans la mesure où les noyaux sont transférés d'une cellule somatique vers un zygote énucléé. Cependant, dans ce cas, le transfert nucléaire de cellules somatiques a été utilisé pour produire des lignées de cellules souches embryonnaires en laboratoire, et non des organismes vivants via une grossesse. La partie « thérapeutique » du nom est incluse dans l'espoir que les cellules souches embryonnaires produites par le transfert nucléaire de cellules somatiques pourraient avoir une utilité clinique.

## Historique
1964 : Lewis Kleinsmith et G. Barry Pierce Jr. isolent un seul type de cellule à partir d'un tératocarcinome, une tumeur maintenant connue comme cellule germinale. Ces cellules ont été isolées du tératocarcinome, répliquées et cultivées en culture cellulaire en tant que cellules souches et sont maintenant connues sous le nom de cellules de carcinome embryonnaire. Bien que les similitudes en termes de morphologie et de potentiel de différenciation (pluripotence) aient conduit à l'utilisation de cellules de carcinome embryonnaire. En tant que modèle in vitro pour le développement précoce de la souris, les cellules de carcinome embryonnaire hébergent des mutations génétiques et des caryotypes souvent anormaux qui se sont accumulés au cours du développement du tératocarcinome. Ces aberrations génétiques ont encore souligné la nécessité de pouvoir cultiver des cellules pluripotentes directement à partir de la masse cellulaire interne.
1981 : Les cellules souches embryonnaires ont été dérivées pour la première fois indépendamment d'embryons de souris par deux groupes. Martin Evans et Matthew Kaufman ont publié pour la première fois en juillet une nouvelle technique permettant de cultiver des embryons de souris dans l'utérus afin de permettre une augmentation du nombre de cellules, permettant ainsi la dérivation de cellules souches embryonnaires à partir de ces embryons. Gail R. Martin, a publié son article en décembre et a inventé le terme « Cellule souche embryonnaire ». Elle a montré que les embryons pouvaient être cultivés in vitro et que des cellules ES pouvaient être dérivées de ces embryons.
1989 : Mario R. Cappechi, Martin J. Evans et Oliver Smithies publient leurs recherches qui détaillent leur isolement et leurs modifications génétiques des cellules souches embryonnaires, créant ainsi les premières « souris knock-out ».
1996 : Dolly est le premier mammifère cloné à partir d'une cellule adulte par l'Institut Roslin. Cette expérience a institué la proposition selon laquelle les cellules adultes spécialisées obtiennent la constitution génétique nécessaire pour accomplir une tâche spécifique ; qui a établi une base pour des recherches plus approfondies sur diverses techniques de clonage. L'expérience Dolly a été réalisée en obtenant les cellules du pis d'un mouton (Dolly) et en différenciant ces cellules jusqu'à ce que la division soit terminée. Un ovule a ensuite été prélevé sur un autre hôte de mouton ou le noyau a été retiré. Cet ovule s'est différencié en un embryon et l'embryon a été inséré dans un troisième mouton qui a donné naissance à la version clone de Dolly.
1998 : Une équipe de l'Université du Wisconsin à Madison (James A. Thomson, Joseph Itskovitz-Eldor, Sander S. Shapiro, Michelle A. Waknitz, Jennifer J. Swiergiel, Vivienne S. Marshall et Jeffrey M. Jones) publie un article intitulé "Lignées de cellules souches embryonnaires dérivées de blastocystes humains". Les chercheurs à l’origine de cette étude ont créé les premières cellules souches embryonnaires et ont également reconnu leur pluripotence ainsi que leur capacité d’auto-renouvellement.
2006 : Les scientifiques japonais Shinya Yamanaka et Kazutoshi Takashi publient un article décrivant l'induction de cellules souches pluripotentes à partir de cultures de fibroblastes de souris adultes. Les cellules souches pluripotentes induites constituent une découverte majeure, car elles pourraient être utilisées sans susciter la même controverse morale.
Janvier 2009 : La Food and Drug Administration (FDA) des États-Unis approuve l'essai de phase I de Geron Corporation sur son traitement dérivé de cellules souches embryonnaires humaines pour les lésions de la moelle épinière. Cette annonce a suscité l’enthousiasme de la communauté scientifique, mais aussi la méfiance des opposants aux cellules souches.

## Juridique
La loi n° 2004-800 du 6 août 2004 relative à la bioéthique modifiant celle de 1994, permet par dérogation pour une période de cinq ans de conduire une recherche sur l'embryon humain : « les recherches peuvent être autorisées sur l'embryon et les cellules embryonnaires lorsqu'elles sont susceptibles de permettre des progrès thérapeutiques majeurs et à condition de ne pouvoir être poursuivies par une méthode alternative d'efficacité comparable, en l'état des connaissances scientifiques ». Ces recherches sont encadrées par  l'Agence de la Biomédecine.
Par ailleurs, le 18 octobre 2011, la Cour de justice de l'Union européenne a écarté, au nom de l'art. 6 de la Directive sur la brevetabilité des inventions biotechnologiques, un brevet portant sur des cellules obtenues à partir de cellules souches embryonnaires humaines.